# Reinhardt Brandstätter
Reinhardt Brandstätter (25. September 1952 in Linz – 17. April 1992 in Wien) war ein österreichischer Mediziner, Pionier der Lesben- und Schwulenbewegung in Österreich und Gründer der Österreichischen AIDS-Hilfe.

## Leben und Werk
Brandstätter ist in Linz aufgewachsen, wo er auch maturierte. Sein Medizinstudium absolvierte er in Graz und Wien. Er war sein ganzes Leben lang für soziale Anliegen engagiert, als Mittelschüler für das Jugendrotkreuz, als Student in der Anti-AKW-Bewegung. Schon 1979 beteiligte er sich an den ersten Treffen, die zur Gründung der HOSI Wien (Homosexuelle Initiative Wien) führten. Bei der konstituierenden Generalversammlung im Jänner 1980 wurde er zu deren Vizeobmann gewählt. Von 1983 bis 1991 war er Obmann dieser ersten österreichischen Lesben- und Schwulen-Organisation, danach deren Ehrenobmann. Er prägte ein Jahrzehnt lang die Arbeit der HOSI, war als Podiumsdiskutant und politischer Lobbyist tätig, initiierte eine Reihe von Projekten und unterstützte zahlreiche Aktivitäten.
1983 initiierte Reinhardt Brandstätter in Zusammenarbeit mit der Wiener Arbeitsgemeinschaft für Volksgesundheit, den Universitätsprofessoren Christian Kunz, Klaus Wolff und Alois Stacher, sowie dem Psychiater Walter Dekan die erste AIDS-Informationsbroschüre für schwule Männer in Europa. 1984/85 begründete er die erste größere Studie in Europa über die Prävalenz von HIV-Antikörpern bei schwulen Männern. 1985 initiierte er, der im Gesundheitsministerium arbeitete, gemeinsam mit der Dermatologin Judith Hutterer die Gründung der Österreichischen AIDS-Hilfe (ÖAH) überließ aber den Gründungsvorsitz einer Beamtin des Bundesministeriums für Gesundheit, Helga Habich. Brandstätter wurde 2. Präsident, Hutterer 3. Präsidentin der neuen Organisation. Bereits im „September 1985 wurden die ersten Informationsbroschüren mit einer Auflage von 40.000 Stück von der ÖAH herausgegeben. Im November 1985 nahm die erste Beratungsstelle in Wien ihren Betrieb auf, zwischen 1986 und 1987 folgten sechs weitere in Graz, Bregenz, Innsbruck, Salzburg, Klagenfurt und Linz. Ziel der ÖAH war es von Anfang an, die Gesamtbevölkerung in die Aufklärungs- und Beratungsarbeit mit einzubinden und trotz spezieller, zielgruppenspezifischer Kampagnen für alle Bevölkerungsgruppen eine Anlaufstelle zu bilden.“ Brandstätter war der Leiter der ersten Aids-Beratungsstelle.
Reinhardt Brandstätter verstarb nach langer Krankheit an den Folgen von HIV und AIDS. Sein Lebensgefährte war ab 1979 der HOSI-Wien-Aktivist Kurt Krickler, der ihm auch in den letzten Tagen zur Seite stand.

## Ehrungen

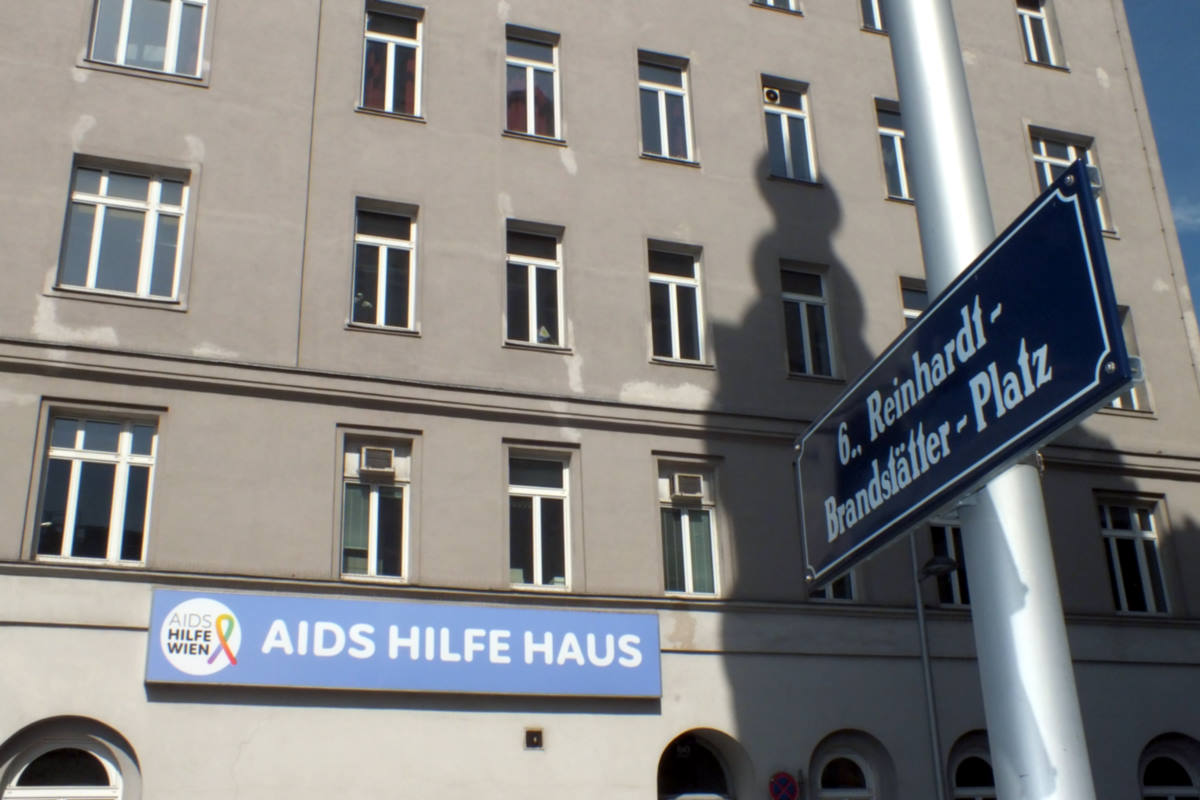
Wien, Reinhardt-Brandstätter-Platz offiziell seit 2022

Am 1. Dezember 2022 (Welt-Aids-Tag) wurde der nach ihm benannte Reinhardt-Brandstätter-Platz vor dem AIDS-Hilfe-Haus in Wien eingeweiht.

## Bibliografie
- Dieter Schmutzer, Judith Hutterer, Kurt Krickler, Reinhardt Brandstätter (Hrsg.): AIDS. Ein lexikalisches Handbuch. Verlag der Apfel, Wien 1991, ISBN 3-85450-056-4.